# America (Modern Talking)
America var den tionde albumet släppt av tyska musikgruppen Modern Talking. Den släpptes i mars 2001.

## Låtar
1. Win The Race (03:35)
2. Last Exit To Brooklyn (03:16)
3. Maria (05:28)
4. SMS To My Heart (03:17)
5. Cinderella Girl (03:34)
6. Why Does It Feel So Good ? (04:05)
7. Rain In My Heart (03:47)
8. Witchqueen Of Eldorado (03:55)
9. Run To You (04:47)
10. America (04:50)
11. For A Life Time (04:27)
12. From Coast To Coast (04:27)
13. There's Something In The Air (03:19)
14. I Need You Now (03:40)
15. New York City Girl (03:27)
16. Send Me A Letter From Heaven (03:54)